# 허경영
허경영(許京寧, 1947년 7월 13일~)은 대한민국의 정당인 겸 정치인, 강연가 겸 기업인, 가수, 방송인이다.

## 생애
- 허경영 혁명공약 33가지[4][5][6]를 내놓으면서 본격적인 정당 활동을 시작했다.

- 17대 대선까지는 주로 정치 행보를 보여 왔으나 17대 대선 때 박근혜 당시 한나라당 前 대표와의 결혼 루머설로 허위사실 유포 혐의으로 구속기소되었다. 2008년 12월 대법원에서 징역 1년 6개월을 선고받고 수감되었고, 2009년 만기 출소했다.

2009년부터 특별한 발성인 저음 랩이 특기인 가수로 활동하고 있다. 2009년 8월 14일 첫 번째 디지털 싱글 〈Call Me〉를 발표하며 가수로 데뷔하였다. 2009년 9월 18일엔 2번째 디지털 싱글 '허본좌 허경영'을 'Right Now' 콘서트에서 선공개하였으며, 이 곡은 같은 해 10월 15일 디지털 싱글로 발매되었다.
2016년 9월 30일 자신이 주장한 공약을 저작권(특허) 등록하였다.
2017년 12월 12일엔 가수 최사랑과 함께 신곡 ‘국민송’ 티저를 선보였고 2017년 12월 19일 신곡 국민송을 발표했다.
공직선거법 위반으로 10년동안 피선거권이 박탈 됐지만 2018년 12월 24일부로 복권됐다. '국가혁명당'을 창당하겠다고 선언했으며 2019년 8월 15일 창당대회 후 2020년 국회의원 30명을 내세워 20대 대통령 선거에 나선다고 밝혔다.
2019년 8월 15일 국가혁명당 창당대회에서 당대표 및 대통령 후보로 추대됐다.
2019년 10월 21일부로 당명이 '국가혁명당'에서 '국가혁명배당금당'으로 변경되었으며, 약칭은 혁명배당금당이다.
2019년 11월 27일 국가혁명배당금당 중앙당 개소기념 특별기자간담회에서 허경영 당대표는 "배당금당이 150석을 확보하고, 국민에 매달 배당금 150만원을 주고, 당비를 납부하는 책임당원도 150만명이 될 것"이라며 이른바 ‘세 가지 150’ 정책을 발표했다.
2020년 6월 16일 당명을 다시 '국가혁명당'으로 환원하였다.
2020년 12월 23일 서울 여의도에서 2021년 4월 시행하는 서울시장 보궐선거에 공식 출마 선언하였다.
2021년 8월 10일 서울 여의도에서 기자회견을 가지고 8월 18일에는 행주산성에서 두정갑을 입은 채로 대한민국 제20대 대통령 선거에 공식 출마 선언하였다.
2022년 2월 28일 서울 여의도에서 '코로나 긴급생계지원금 1억원 지급' 협약식을 배우 오지명과 함께 공약이행 확약서를 들고 참석했다.

## 주요 일생

### 1997년 대선 이전
- 1972년 베트남 전쟁에 참전했으며, 이 때 그의 군대 동료들의 증언에 의하면 "경영이는 항상 정체 불명의 책가방을 매고 다녔다. 그런데 60트럭으로 이동할 때마다 적당한 장소가 나타나면 트럭에서 내려서 책가방을 열었는데 거기에는 양복 정장이 들어있었다. 경영이가 거기서 그 양복을 갈아입고 사진을 찍은 뒤 다시 군복으로 갈아입고 트럭에 탑승했다. 현재 아이큐가 430이니 뭐니 하고 다니고 있는데 아마 그 시절에 이미 그런 준비를 하고 있었던 것 같다"라 한다. 허경영은 1973년 2월 베트남 전쟁 파병을 마치고 국내로 복귀했다.
- 1972년 "대한불우자 보호협회"를 만들어 운영하였다.[15]
- 1987년 김대중, 김영삼이 총재를 지낸 신민당과 같은 이름의 신민당(이름만 같을 뿐 다른 당이다.)의 부총재를 역임하고, 13대 대통령선거 당시 대선후보로 선출되었으나 출마하지 않았다.[15]
- 1991년 서울특별시 은평구의원 선거와 서울특별시의원 선거에 각각 출마하였으나 낙선하였다. (시의원 출마 당시의 당적은 민중당이었다.)
- 1992년 10월 24일 진리평화당을 창당하였다.[16] 14대 대선 후보로 진리평화당은 당초 허경영을 후보로 등록하고자 하였다가 마지막 순간 현홍균 당고문을 후보로 선출하고, 후보 등록 마감일인 1992년 11월 25일 마감 3분전인 오후 4시 57분에 서류 제출을 시도하였으나, 시간내에 기탁금 3억원이 준비되지 않아 후보 등록을 하지 못하였다.[17]
- 1997년 11월 26일 15대 대선 공화당 대선후보로 후보 등록을 하였고, 9억 9천만원의 재산을 신고하였다.[18][19] 개표 결과 0.2% 득표를 하였다.[20]
- 2002년 11월 제16대 대선 후보 민주공화당 대선후보로 등록하고자 하였으나 기탁금 문제로 등록을 포기하였다.[21]
- 2004년 대한민국 제17대 국회의원 선거에서 민주공화당 비례대표 1번은 허경영 대표였다.[22]

2002년 대선 출정식

### 1997년 대통령 선거출마
1987년 대선 당시 신민당의 부총재로 취임하여 대통령 후보로서 본격적인 정치 활동을 시작했다. 1987년, 1992년, 2002년 대선 때는 출마하지 않았다. 1997년 대선 때 첫 출마하였다. 특히 2007년 대선에서는 IQ 430의 천재정치, '제2의 박정희' 슬로건, 산삼뉴딜, 국회의원 자격고시, 출산수당 3천만 원, 몽골과의 국가 연합론 등을 주장하는 등 독특한 공약들로 관심을 끌었다.

### 2007년 대통령 선거출마
그는 2007년 대선에 출마하기 위해 열린우리당에 입당했다. 2006년 2월 기자 회견을 통해 2006년 7월 열린우리당에 기간당원으로 입당하였으며 열린우리당 대선 경선에 참여하여 딴지일보를 포상하고 청와대에 탱크를 진격시킬 것이라고 호언장담하였다.
딴지일보와의 인터뷰를 통해 '허 본좌'라는 별칭으로 대학가를 중심으로 인기몰이를 했다. 이후 KBS 폭소클럽2, 연예가중계, MBC PD수첩과 SBS 그것이 알고 싶다 등 자신에 대한 비판여부와 관계없이 각종 매스컴에 등장해 독특한 언행과 쇼맨십을 이어가면서 풍부한 화제거리를 만들어냈다.
2012년 대선, 2017년 대선 때는 피선거권이 없어서 대선후보 출마가 불가능했다.

### 2022년 대통령 선거출마
2022년 대선에서 후보등록을 완료하였다. 대선 기간동안 기호 6번으로 선정되어 선거운동으로 대중의 관심을 끌었지만 언론의 적은 보도로 인해 정의당 심상정 후보보다 0.83%의 낮은 득표율(약 28만1천여표)로 4위를 했다.

#### 득표
2007년 12월 19일, 17대 대선에 기호 8번 경제공화당 후보로 선거에 참여했으며, 0.4%의 득표율(약 9만7천여표)로 7위를 했다. 이명박, 정동영, 이회창 등의 주요 후보들과 함께 토론회에 다수 참여했던 이인제 후보가 0.68% 득표를 한 것을 감안하면 상당히 높은 득표율이다. 이러한 높은 득표율은 웹상의 인기와 아울러 기성 정치에 대한 불만과 냉소가 반영된 결과라는 분석이 있다.
특히 아래의 지역에서는 이인제 후보보다 높은 득표율을 기록하였다.
- 서울특별시 : 강남구, 강동구, 강서구, 광진구, 마포구, 서초구, 송파구, 양천구, 중랑구
- 경기도 : 구리시, 과천시, 성남시 분당구, 용인시 수지구, 수원시 영통구, 안양시 동안구, 고양시 일산동구
- 부산광역시 : 중구, 동구, 서구, 남구, 북구, 금정구, 동래구, 부산진구, 사상구, 사하구, 수영구, 연제구, 영도구, 해운대구, 기장군 (강서구를 제외한 모든 구)
- 대구광역시 : 중구, 동구, 서구, 남구, 북구, 달서구, 수성구, 달성군
- 울산광역시 : 중구, 동구, 남구, 북구
- 강원도 : 강릉시(허경영 1.01%로 전국 최다 득표율), 속초시
- 경상북도 : 경산시, 경주시, 구미시, 봉화군, 상주시, 안동시, 울릉군, 울진군, 청도군, 청송군, 포항시 북구, 포항시 남구
- 경상남도 : 거제시, 거창군, 김해시, 사천시, 산청군, 양산시, 진주시, 진해시, 창원시, 함안군

부산, 대구, 울산의 경우, 대부분의 선거구에서 허경영 후보가 이인제 후보를 제쳤으며, 부산 동래구, 대구 남구, 대구 수성구의 경우 2배가 넘는 득표를 하였다.

### 대선 이후
대선에서의 인기를 바탕으로 허경영은 이후 각종 TV 프로그램에 등장하여 여러 가지 기행을 선보이며 자신의 입지를 넓혀가고 있었다. 대선 이후에는 경제공화당 사이트를 통해 자신의 정책을 계속 홍보했으며, 18대, 19대 대통령 선거에는 피선거권이 없어서 출마하지 않았다. 허경영은 2022년 5월 실시될 예정인 20대 대선을 목표로 33개의 공약을 발표했다. 2018년 12월 24일부로 복권 되면서 '국가혁명당'을 창당하겠다고 선언했다.

### 정당 창당
허경영은 2019년 8월 15일 경기 고양시 일산서구 킨텍스에서 열린 '국가혁명당 창당대회'에서 국가혁명당 대표 및 제20대 대통령 후보로 추대, 국민배당금제(1인당 매월 150만 원, 성인 4인 가족당 월 600만 원) 등 혁명공약 33개 조항을 공식 선포했다. 허경영 당 대표는 대표 추대 인사말을 통해 “국가혁명당은 제3의 군소정당이 아닌, 좌파와 우파가 아닌 허(許)파로 내년 총선에 선거혁명을 일으킬 것”이라고 강조했다.
이어 당 대통령후보 수락 연설을 통해 허경영후보는 자신의 국가관과 세계관 및 정책을 소신 있게 피력했다.
그리고 국민배당금을 지급하여 서민들의 경제적 어려움을 해결하겠다고 발표했고 저출산으로부터의 해방, 상속세 폐지 등 기업 자생력과 창의력 보장으로 반(反)자본적 간섭으로부터 해방, 한·일무역분쟁에 관련된 내용 등을 언급했다.
- 2019년 10월 21일부로 당명이 '국가혁명당'에서 '국가혁명배당금당'으로 변경되었으며, 약칭으로는 혁명배당금당이다. 2019년 11월 27일 국가혁명배당금당 중앙당 개소기념 특별기자간담회를 가졌다.

- 허경영 대표는 기자간담회에서 국내, 외 정치현실 타개방안과 관련해 정치혁명, 결혼혁명, 노후혁명, 부채혁명, 세금혁명, 교육혁명, 사법혁명, 뉴딜혁명, 금융혁명, 취업혁명, 징병혁명, 노동혁명, 장애혁명 등 혁명배당금당 33정책 공약을 파격적으로 제시했으며, “배당금당이 150석을 확보하고, 국민에 매달 배당금 150만 원을 주고, 당비를 납부하는 책임당원도 150만 명이 될것이다”며 이른바 ‘세 가지 150’ 정책을 발표했다.

- 21대 총선에서 ‘구국의 사명감’을 내세워 출마 의지를 밝힌 허경영 당대표는 배당금당 비례대표 1번으로 나온다는 계획을 알렸다. 2019년 11월 29일 여의도 극동VIP빌딩에서 전국 17개지구당원 등 내외빈 약 2천 여명이 참석한 가운데 현판식 행사를 개최했다.

- 국가혁명배당금당 당사인 여의도 극동VIP 빌딩은 역대 세명(김영삼, 김대중, 박근혜)의 대통령을 배출한 명당으로 소문이나 대통령 출마자들이 선호하고 있지만 워낙 임대료가 비싸 선뜩 입주를 하지 못하고 있는 것으로 알려졌다. 이날 여의도 당사 현판식에서는 “대통령에 당선되면 국민 1인당 150만 원씩 지급하겠다.”며 “차기 미국 대통령선거에 출마해 돌풍을 일으킨 앤드류 양 후보가 나의 공약을 베껴 미국 국민에게 120만 원 지급할 것을 발표했다.“ 고 말했다. 특히 허경영 당대표는 ‘허경영 정치공약’을 총 33개로 요약한 정치혁명, 정당혁명, 결혼혁명, 출산혁명, 노후혁명, 소득혁명, 세금혁명, 노동혁명 등을 타 정치인들이 벤치마킹을 하지 못하도록 특허를 신청했다고 전했다.

- 2019년 12월 27일부터 삼삼33정책을 조선, 중앙, 동아일보 외 전국 신문에 전면광고를 실시했으며, 중앙선거관리위원회 등록 34개 정당 중 민주당, 한국당에 이어 '제 21대 총선 예비후보자' 등록이 네번째로 높은 것으로 밝혀졌다.

- 국가혁명배당금당은 2020년 1월 8일 보도자료에서 더불어민주당 331명 자유한국당 299명의 예비후보자 등록에 이어 139명의 후보자를 등록했다고 밝혔고 지난 주 한겨레는 TK지역에서 집권 여당인 더불어민주당보다 국가혁명배당금당이 자유한국당에 이어 두 번째로 많은 예비후보자를 등록했다고 보도에서 밝혔다.

- 국가혁명배당금당(당대표 허경영)은 4.15총선의 예비후보자 367명이 등록해 정당별 예비후보자 등록 1위를 차지했다고 11일 밝혔다. 2020년 1월10일 기준 중앙선거관리위원회가 발표한 자료에 의하면 신생정당인 국가혁명배당금당(약칭, 배당금당)은 집권 여당의 339명 제1야당인 자유한국당 328명보다 많은 367명의 예비후보자 등록을한 것으로 알려졌다. 4.15총선을 앞둔 예비후보자 등록에서 신생정당인 배당금당이 정당별 1위를 기록한 것은 정치선거혁명이라는 항간의 호사가들 여론과 함께 또 다시 허경영 신드롬의 현상까지 예고하고 있다.

- 국가혁명배당금당(당대표 허경영)은 2020년 1월 28일 오전까지 중앙선거관리위원회에 예비후보자 785명을 등록했다고 이날 밝혔다. 국가혁명배당금당은 지난해 군소 정당으로는 최초로 더불어민주당과 자유한국당에 이어 전국 17개 지구당을 창당해 관심을 모았다. 예비후보자 등록 수에서 더불어민주당 410명 자유한국당 421명보다 거의 2배 가까운 예비후보자를 등록해 1위를 기록했다.

### 가수 활동
2009년 8월 14일, 디지털 싱글 〈Call Me〉를 공개하였다. 발매 하루 만에 싸이월드 BGM(배경음악) 차트 1위에 등극하며 화제를 모은 이 곡의 작곡에는 록밴드 뷰렛의 기타리스트 이교원이 참여하였으며, 허경영이 작사한 것으로 알려져 있다. 2009년 9월 18일 홍익대학교 브이홀에서 단독 콘서트를 마쳤다.
허경영은 종합 엔터테인먼트 매니지먼트 회사인 본좌엔터테인먼트를 설립하였으며, 사실상 허경영 1인 기획사이다. 허경영의 수석 보좌관인 박병기가 대표로 있다.

#### 디지털 싱글
1. Call Me (2009년 8월 14일)
2. 허본좌 허경영 (2009년 10월 15일)
3. 허경영의 크리스마스 캐롤 (2009년 11월 30일)
4. Red Angels (2010년 6월 11일)
5. Right Now (2010년 12월 8일)

#### 베스트 앨범
1. BEST T7 (2010년 12월 22일)

### 광고 모델
- 변락에프과립 홍보대사[29]
- 불패온라인 홍보모델[30][31]

### 방송 활동
- 강의석이 제작한 영화에 특별출연한 적이 있다.[32]

## 명예훼손 등으로 징역
그는 예전부터 여러 언론을 통해 자신과 박근혜 당시 한나라당 대표와 결혼할 것이라는 우스갯소리를 했었다. 이어 허경영은 2007년 9월 대선 당시 “박정희 전 대통령의 정책보좌역을 역임했을 당시, 대통령이 되면 박근혜 전 대통령과 결혼 하기로 그녀의 아버지와 약속했다.”라는 허위사실을 유포한 혐의로 기소됐다.
또한, 허경영은 대통령 후보 공보에 “부시 대통령의 당선 축하파티에 초청되어 유엔 본부 논의와 아시아의 안보에 대하여 긍정적 결과를 얻었다.”고 설명했지만, 이는 거짓으로 밝혀졌다.
故 이병철 삼성 회장의 양자로 박정희 전 대통령의 정책보좌역을 역임했다는 그의 주장과, 부시 대통령과 함께 찍었다는 사진이 합성으로 밝혀져 당시 재판부는 실형을 판시하였다.
2025년 5월 8일 경기북부경찰청은 준강제추행, 사기, 횡령, 정치자금법 위반 등의 혐의로 구속영장을 신청했다.

## 낭설 주장
허경영은 수차례 돌발적인 발언으로 큰 화제를 모았다. 2007년 대선에서는 자신의 눈빛만으로도 질병을 치유할 수 있으며, 축지법과 공중부양 등으로 많은 사람들에게서 사이비 논란을 불러일으켰다.
또한 그는 박정희 대통령 비밀 보좌관을 지냈고 새마을 운동과 한국방송통신대학교 설립을 주도하였다고 주장했다.
과거 마이클 잭슨, 김대중 등 유명 인사들이 사망하기 직전에 자신의 꿈에 나타났다는 주장을 내세우기도 했다.
허경영은 여러 매체와의 인터뷰를 통해, "(본인이 언급한) 마이클 잭슨뿐만 아니라 저명인사들은 꼭 죽기 3일 전에 영혼의 형태로 나를 찾는다. 나를 찾아오는 이유는 죽음을 피할 수 없기 때문이다.", "내 인기에 비하면 TV에서 극심한 괄시를 받았기 때문에, 스스로 방송국 하나를 인수하거나 만들겠다고 다짐했다. 이미 인터넷은 장악을 했으니 방송국 인수나 설립을 통해 '본좌 허경영쇼' 등의 프로그램을 만들어 서서히 방송을 장악할 것"이라고 발언하는 등 논란 요지가 있는 주장을 이어갔다.
자신이 주장했던 공약이 정치인들이 따라하고 싶은 공약으로 바뀌었다고 주장하며, 노인들이 노인수당 20만 원씩을 받고 있는 것은 실제로 자신의 노후혁명 공약이 현실화된 것이라 주장한다.

## 기타

### 허경영 신드롬
- 경향게임스 2009년 9월 16일자 51면 기자 방담 코너의 '게임 업계에 부는 허경영 신드롬' 기사에는 다음과 같은 부분이 있다.

지난 대선 당시 ‘허본좌’ 신드롬을 일으켰던 허경영 경제공화당 총재가 게임 업계에도 그 열풍을 몰고 왔다고 하는데요. 이른바 ‘허경영’ 이름 석자를 세 번 외치면 모든일이 이뤄진다는 설입니다. 실제로 온라인 게임 ‘와우’에서는 한 유저가 주사위를 굴릴 때 ‘허경영’을 세 번 외쳤더니 90% 이상 성공을 한 것으로 알려지면서 타 게이머들로부터 비상한 관심을 끌었습니다. 이는 게임업체에서도 예외가 아닌데요. 업계 관계자들이 잘못한 일을 보고 하거나 내기를 걸 때 ‘허경영’ 주문을 외치면 바로 소원이 이뤄진다고요. 단, 전제조건은 진심으로 ‘허경영’을 외쳐야 한다고 하니 명심하시기 바랍니다.

### 허위 주장 논란에 대한 자신의 입장
2009년 10월 17일, 11월 28일 SBS 그것이 알고싶다에서는 '신드롬 뒤에 숨겨진 진실, 허경영은 누구인가?'라는 프로그램을 총 2회에 걸쳐 방송하였다.
허경영은 사진과 함께 자신이 부시 미 대통령의 당선 축하 만찬에 초청되었다고 주장하였는데, SBS 그것이 알고싶다에서 그 해당 만찬은 "돈만 주면 누구든지 갈 수 있는 만찬"(뉴욕 한인권익신장위원회 회장)이었다고 부풀려 방송하였고 "부시와 함께 찍은 사진과 박근혜 전 한나라당 대표 등과 함께 찍은 사진 등은 모두 합성"(유경선 중앙대 사진학과 교수)이라고 주장했다. 이에 대해 백성학 영안모자 회장은 허경영이 조지 W. 부시 취임식에 참석한 것은 모두 사실이라고 주장했다.
또한 허경영은 끊임없이 이의가 제기되는 박정희 전 대통령과의 관계에 대한 반론으로 자신의 저서(무궁화 꽃은 지지 않았다, 새나라)를 증거로 제시하였으나 취재 결과 그의 책에 담긴 추천사에 대해 "서울대 문학박사가 주술관계가 맞지 않는 글을 쓸리가 없다. 대필의 모습이 보인다"(한양대 국문과 교수)라고 소감을 밝혔으며, 서울대 문학박사의 지인에 따르면 "그리하지 말라고 하였으나 끝내 (허경영이) 말을 듣지 않아 포기하였다."라고 응답해주었다. 여기에 허경영 측은 "추천서에 기재돼 있는 사인이 본인이 작성한 게 맞느냐 아니냐에 주안점을 두어 허총재의 박 대통령 보좌관 경력을 마치 허위인 것처럼 유도한 방송한 것"이라 못박았다. 하지만 2007년 9월 13일 박정희 대통령 대통령실 수석 보좌관, 서울대학교 교수를 지낸 장국진 박사(2008년 작고)가 허경영이 쓴 책 "무궁화 꽃은 지지 않았다"의 내용은 모두 사실이라고 주장했고 장국진 박사 자신이 산증인이라고 주장했다.
2009년 10월 22일 평화방송 열린세상 오늘 이석우입니다의 인터뷰에서 허경영은 자신의 과거 인쇄업과 결혼 사실에 대해 "IMF로 사업이 위기에 처한 친구를 위해 잠시 인쇄업을 맡았다."고 밝혔고 이어 "고아원을 운영하는 도중 고아를 호적에 올리기 위해 몇차례 호적상으로 결혼을 한 것으로 유전자 조사까지 받을 용의가 있다."라고 하였다.
취재진이 허경영과 채무 관계에 얽힌 여러 사람들을 취재하던 도중에 채권자에게 일부를 변제해주면서 방송금지 가처분 신청을 하겠다는 공증을 받았고 공증도 함께 방송되었다.
한편 허경영 측은 SBS 그것이 알고 싶다의 방송에서 사실을 왜곡했다면서 이에 대해 고소를 할 방침이라고 밝혔다. 실제로 고소가 이루어졌는지는 알려진 바가 없다.
2018년 2, 3, 4월에 허경영은 한미동맹협의회 총재 임청근 소개로 미국 상원 아태위원장 코리 가드너, 마코 루비오 등을 만났고 같은해 2018년 5월 5일 낮 12시경에 미국 오하이오주 클리블랜드 모처에서 한미동맹협의회 총재 임청근과 함께 허경영은 미국 도널드 트럼프 대통령을 만나 북핵 문제 해법을 논의한 바 있다 고 밝혔으나 2019년 5월 17일 방송된 SBS ‘궁금한 이야기Y’는 허경영 전 민주공화당 총재가 트럼프 대통령과 만났다며 지지자들에게 공개한 사진이 ‘조작’됐다고 보도했으나 허경영 전 총재가 트럼프를 만난것이 사실임을 한미동맹협의회 임청근 총재가 증언했고 3인(허경영, 트럼프, 임청근)이 같이 찍은 사진을 공개했으며 조선일보, 중앙일보, 동아일보 신문에 전면지면으로 사실임을 알렸다.
2019년 5월 17일 SBS ‘궁금한 이야기Y’는 허경영 전 민주공화당 총재가 트럼프 대통령과 만났다며 지지자들에게 공개한 사진이 ‘조작’되었다고 보도했다.
- 2019년 6월 18일 허경영 측은 SBS 방송이 ‘허위보도’라며 실제 사진과 같이 사진촬영을 했던 한미동맹협의회 총재 임청근의 공증서류를 들고 언론중재위원회(이하 언중위)에 제소했다.

- 2019년 7월 9일 언론중재위원회 결과는 ‘조정 불성립’. 허 전 총재는 “너무하다.”며 소송전을 예고했다.

- 2019년 7월 9일 한미동맹협의회 총재 임청근은 조선일보, 중앙일보, 동아일보에 전면광고를 실었다.

## 재산
2020년 3월 27일 비례대표국회의원 선거에 출마하기 위해 제출한 공직선거후보자 재산신고서에 따르면 허경영은 채무를 제외하고 총 92억 9105만 4천원 상당의 재산을 보유하고 있다. 자신의 강연 장소로 사용하기 위해 경기도 양주시 장흥면 석현리 일대에 133억 8747만 5천원 상당의 토지를 보유하고 있으며, 해당 석현리 일대의 토지 부속 건물 외에도 서울특별시 종로구에 건물을 보유하고 있다. 서울특별시 영등포구 여의도동 건물의 임차보증금을 포함해 허경영의 건물 재산 가치는 67억 7900만원 상당이다. 허경영은 2009년식 롤스로이스 자동차를 8천만원에 중고차로 취득하였으며, 해당 자동차의 평가 가치는 1억 5천만원이다. 현금으로 9억 2380만원을 보유하고 있고, 예금으로는 5개 은행에 8억 4190만 7천원을 보유하고 있다. 자신의 강연 사업을 하고 있는 회사인 주식회사 초종교 하늘궁의 주식을 2000주 보유하고 있으며, 이는 액면가액 5000원으로 1천만원 상당 가치로 평가된다. 지적재산권으로 6개의 상표권을 보유하고 있다.

## 학력
- 지수국민학교 38기 졸업
- 서울협성고등공민학교(야간중학교) 졸업
- 서울협성상업전수학교(상업고등학교) 졸업
- 한국방송통신대학교 법학과 학사
- 동국대학교 행정대학원 행정학 석사과정 수료

## 전과
- 교통사고처리특례법위반: 벌금 1000만원 - 1993년 8월 25일 선고[55]
- 교통사고처리특례법위반, 도로교통법위반: 벌금 1200만원 - 1998년 1월 13일 선고[55]
- 명예훼손, 공직선거법위반: 징역 1년 6개월, 2008년 5월 15일 선고[55]

## 저서
- 《무궁화 꽃은 지지 않았다》 (ISBN 978-89-952568-0-0)
- 《2000년대의 한국대통령은?》
- 《난세의 영웅, 허경영을 아십니까?》

## 역대 선거 결과
|  | 21.1% |

|  | 8.5% |

|  | 0.15% |

|  | 0.11% |

|  | 0.4% |

|  | 0.71% |

|  | 1.07% |

|  | 0.83% |

|  | 0.23% |

## 같이 보기
- 국가혁명당 - 소속 정당
- 친허연대